# Michail Wiktorowitsch Popkow
Michail Wiktorowitsch Popkow (russisch Михаи́л Ви́кторович Попко́в; * 7. März 1964 in Norilsk, UdSSR) ist ein russischer Serienmörder und Vergewaltiger. Er tötete zwischen 1992 und 2010 nachweislich 78 Menschen in Angarsk, Irkutsk und Wladiwostok. Nach seiner Verhaftung 2012 gestand er 24 Morde an Frauen und wurde 2015 für 22 Morde und zwei Mordversuche zu lebenslanger Haft verurteilt. Im Gefängnis gestand er 59 weitere Morde und wurde 2018 für 56 davon verurteilt. Seine Opfer waren außer einem Polizeibeamten ausschließlich Frauen. In Russland wurde Popkow unter dem Namen „Angarski manjak“ (Der Wahnsinnige von Angarsk) oder „Der Werwolf“ in den Medien bekannt.

## Leben
Über seine Kindheit ist wenig bekannt. Nach der Schulzeit absolvierte er eine Ausbildung zum Polizeibeamten und arbeitete in diesem Beruf auch bis zuletzt in Irkutsk. Seine Taten beging er häufig im Dienst bzw. als Polizeibeamter bekleidet. Er nahm seine Opfer häufig in Polizeiuniform und mit dem Versprechen der freien Fahrt nach Hause mit in sein Dienstauto, wo er diese anschließend sexuell missbrauchte und tötete. Dabei verwendete er meist Tatwaffen aus anderen Verbrechen, die er im Laufe seiner Ermittlungstätigkeit als Polizist erworben hatte. So nahm er häufig Messer, Äxte, Baseballschläger oder Schraubendreher als Mordwaffe, mit denen er die Frauen zum Teil extrem verstümmelte. Insbesondere „moralisch verwerfliche Frauen“, wie z. B. alkoholisierte Frauen nach dem Besuch einer Diskothek oder Prostituierte, waren seine bevorzugten Opfer.
Popkow ist verheiratet und hat eine Tochter. Für seine Familie war er laut den Medien „ein liebevoller Vater und Ehemann“, so dass diese lange Zeit die ihm zur Last gelegten Verbrechen nicht glauben konnte.

## Verhaftung
Den polizeilichen Ermittlungen konnte Popkow lange Zeit entkommen. Erst ein Massen-DNA-Test von ca. 3500 aktiven wie ehemaligen Polizeibeamten konnte ihn überführen. 2015 wurde Popkow zunächst für 22 Morde und zwei Mordversuche zu einer lebenslangen Haft verurteilt. Drei Jahre später wurde er erneut vor Gericht gestellt; am 10. Dezember 2018 verurteilte ihn das Regionalgericht Irkutsk für 56 weitere Morde abermals zu lebenslanger Haft. Drei Morde konnten ihm indes nicht nachgewiesen werden.